# 今井佑香
今井 佑香（いまい ゆうか、2000年5月26日 - ）は、東京都出身の女子サッカー選手。ポジションはゴールキーパー。

## 来歴
常盤木学園高校、東洋大学を卒業後、2023年になでしこリーグの大和シルフィードに入団。他クラブへの練習参加希望のため、5月末に退団した。